# 伊邪那美景氣

伊邪那美景氣期間日本股價出現一波上漲波(2000年代的波峰)

伊邪那美景氣期間日本利率出現小幅上升，擺脫零利率

伊邪那美景氣（いざなみ景気）是日本2002年2月開始到2008年2月間一次經濟緩步復紓的時期，但是此一時期能否稱為「景氣」經濟學界爭論很大，經濟學人雜誌認為這是一次少數資方經濟復紓，多數勞方卻經濟衰退的成長期，所以日本也使用「第十四次循環」的中性名稱為名。

## 概論
2000年美國網路泡沫化和911事件發生，經濟和股市出現較大下跌，美日官方各自採取低利率和振興經濟措施，隨後經濟出現了反彈波，伴隨美國房地產熱潮榮景和中國崛起所拉動的消費出口，日本經濟開始出現擺脫失落十年的勢頭，緩步上升。另一方面日本團塊世代剛好出現較大退休潮和企業藉此機會推出的優退潮，加大雇用年輕人的數量，也讓經濟出現了活絡程度和年輕人升遷較快的現象。
由於低利和放寬金融的政策，也讓企業倒閉平均家數比96年至02年下降了5000家，小泉純一郎首相也舉債30兆日圓國債注入銀行體系，某程度上讓金融泡沫破裂後長期低迷的日本金融壞帳情況舒解，等於將銀行債務轉移至政府債務。
但是此5年間日本GDP換算增長21兆日圓，全體薪資所得卻下降4兆日圓，所以是一種無感復舒，因為在此期間同時也是勞動派遣等非典型雇用的最快增長時期，至金融海嘯爆發後派遣工作已經達日本總職缺一半以上，所以經濟學人雜誌認為此一時期的經濟成長有一大部分是建立在壓低勞工所得所創造的資方盈餘，M型社會、格差社會、下流社會的論述也在此一時期發酵。
如下表為日本調查21世紀前10年間收入階層分布變化表，日本總勞動力4500多萬人中年薪400萬日圓以上的中產人數十年來皆為下降共400多萬人，低薪群的人數卻也增加400多萬等於幾乎全部消失的中產階級都是往下轉移，而同時收入2000萬日圓以上的巨富卻增加2.2萬人。
| 区分               | 1999年 | 2009年 | 增減  |
| ------------------ | ------ | ------ | ----- |
| 〜100万日圓        | 2,961  | 3,989  | 1,028 |
| 100〜200万日圓     | 5,076  | 7,010  | 1,934 |
| 200〜300万日圓     | 6,875  | 7,899  | 1,024 |
| 300〜400万日圓     | 8,046  | 8,149  | 103   |
| 400〜500万日圓     | 6,600  | 6,163  | -437  |
| 500〜600万日圓     | 4,788  | 4,074  | -714  |
| 600〜700万日圓     | 3,210  | 2,464  | -746  |
| 700〜800万日圓     | 2,284  | 1,695  | -589  |
| 800〜900万日圓     | 1,584  | 1,148  | -436  |
| 900〜1,000万日圓   | 1,070  | 710    | -360  |
| 1,000〜1,500万日圓 | 1,894  | 1,303  | -591  |
| 1,500〜2,000万日圓 | 431    | 268    | -163  |
| 2,000万日圓〜      | 164    | 186    | 22    |
| 合計               | 44,984 | 45,056 | 72    |

資料出所：日本民間給与実態統計調査（國稅廳）

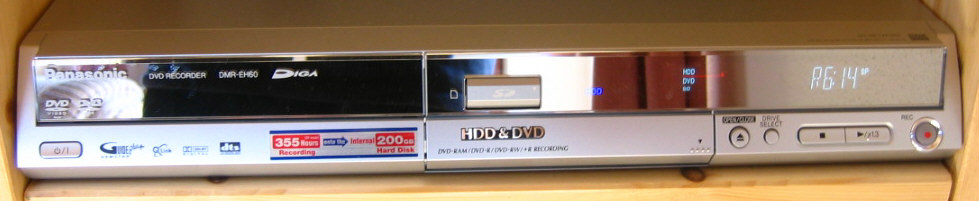
日本製DVD錄影機

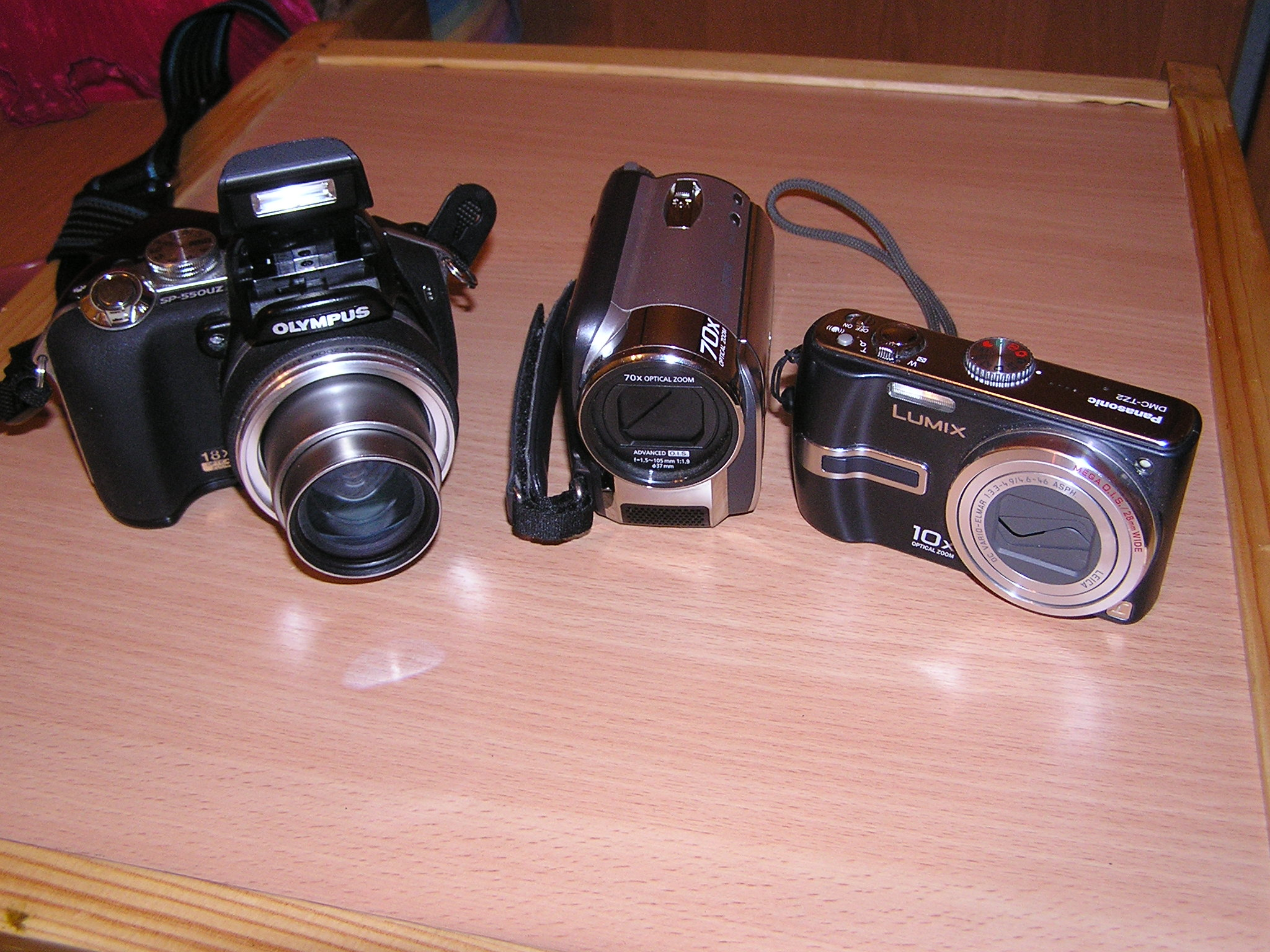
日本製數位相機/攝影機

另一方面此一時期資訊電腦產業進入飛速成長，「21世紀新三神器」數位相機、液晶電視、DVD錄影機，逐漸成為家庭必備品，也帶動一股電子產品消費熱潮，日本同時作為3C產品的大型內需國和輸出國，帶動不少製造和銷售類工作機會，然而此一市場利潤巨大引起中國大陸和南韓、台灣的對手急起介入，也迅速微利化，造成日本廠商為追求低成本逐步外移以求生和日後電子業低毛利的走勢。

## 結束
2008年世界金融海嘯爆發，美國房產泡沫榮景結束，日本經濟在後續三年平均負成長-0.26%損失1100萬工作機會，國債總額達GDP的233%，全球電子業等高科技產品由於非基本需求品，開始陷入長期虧損，豐田汽車也出現首度虧損，之後2011年歐債危機、日本大地震和核災造成的缺電，加速一批產業外移，此一成長期宣告結束。

## 關聯條目
- 景氣循環
- 日本病
- 3C產品